# ランジャナー文字

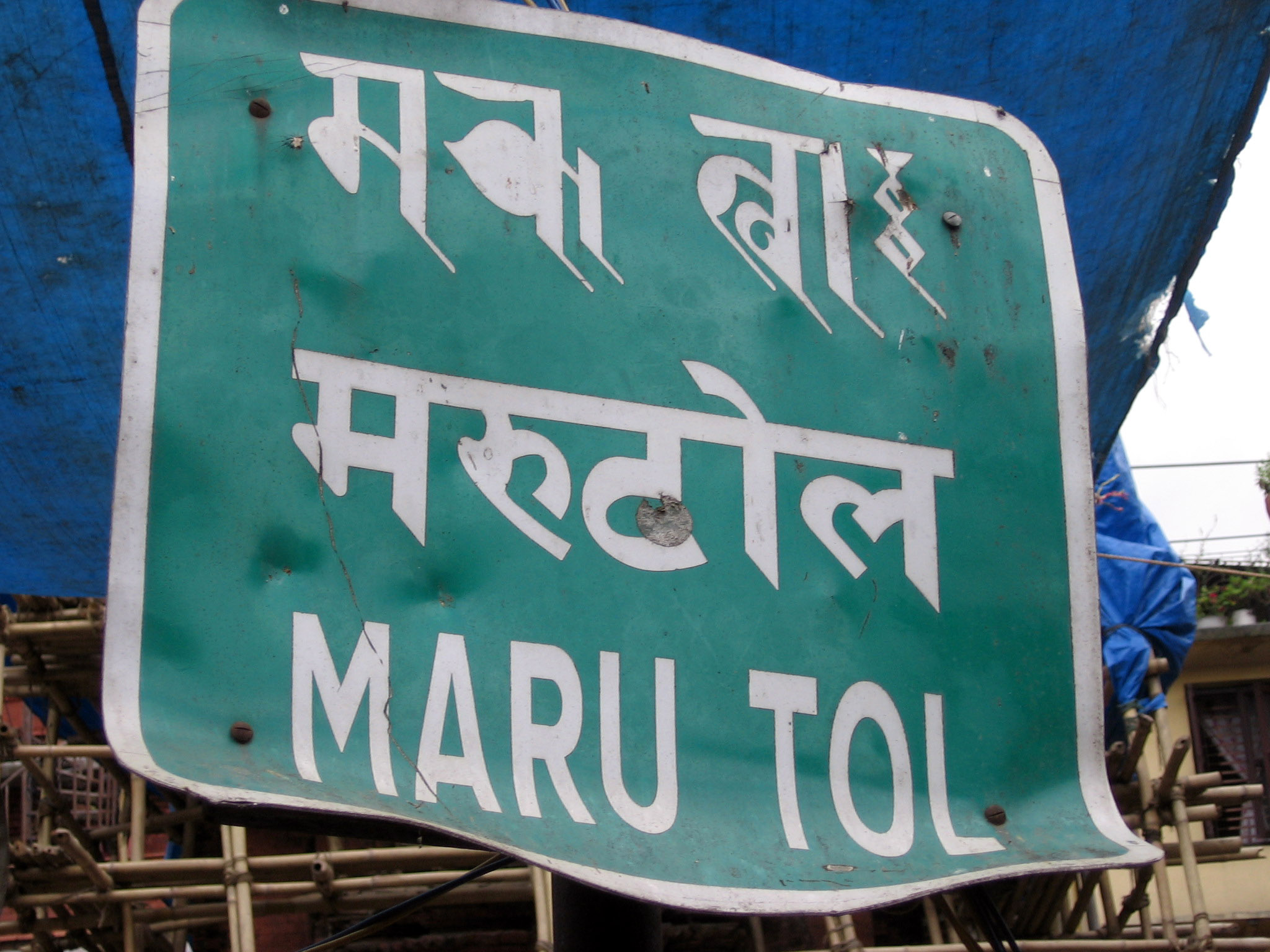
ランジャナー・デーヴァナーガリーおよび英語で書かれたカトマンズの道路標識

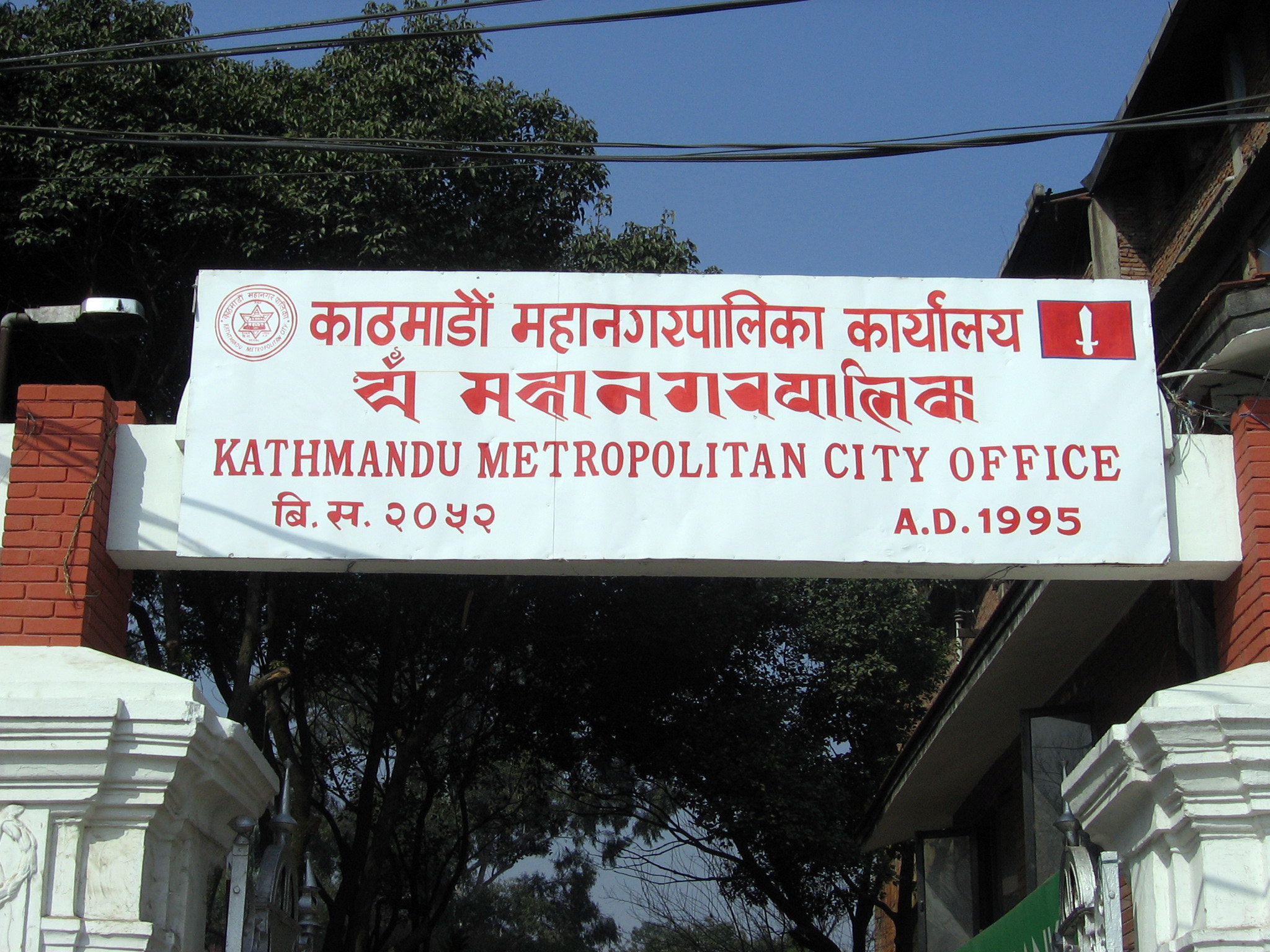
カトマンズ市役所の看板、2行めがランジャナー文字

ランジャナー文字（ランジャナーもじ、Rañjanā）は、ランツァ文字とも呼ばれ、11世紀に発達したアブギダに属する書記体系である。ランジャナー文字は、現在のネパールでは主にネワール語の表記に用いられるが、サンスクリットにも用いる。ネパール以外にチベット・モンゴル・中国などの仏教寺院でも用いられる。通常は左から右へと書かれるが、クタークシャルと呼ばれる形式では上から下へと書かれる。ランジャナー文字は標準的なネパールのカリグラフィーの文字とも考えられている。

## 発達
ランジャナー文字はブラーフミー系文字の一種であり、北インドとネパールのデーヴァナーガリー文字に似ている。ランジャナー文字は大乗仏教と密教の寺院の大部分でも主要な文字である。ランジャナー文字はプラチャリット文字とならんでネパールの文字のひとつと考えられている。

ネパール暦345年（西暦1215年）にカピタナガルのビクシュ・アナンダによって金のインクで書かれた八千頌般若経は、ランジャナー文字の早い例である。

## 文字

### 母音

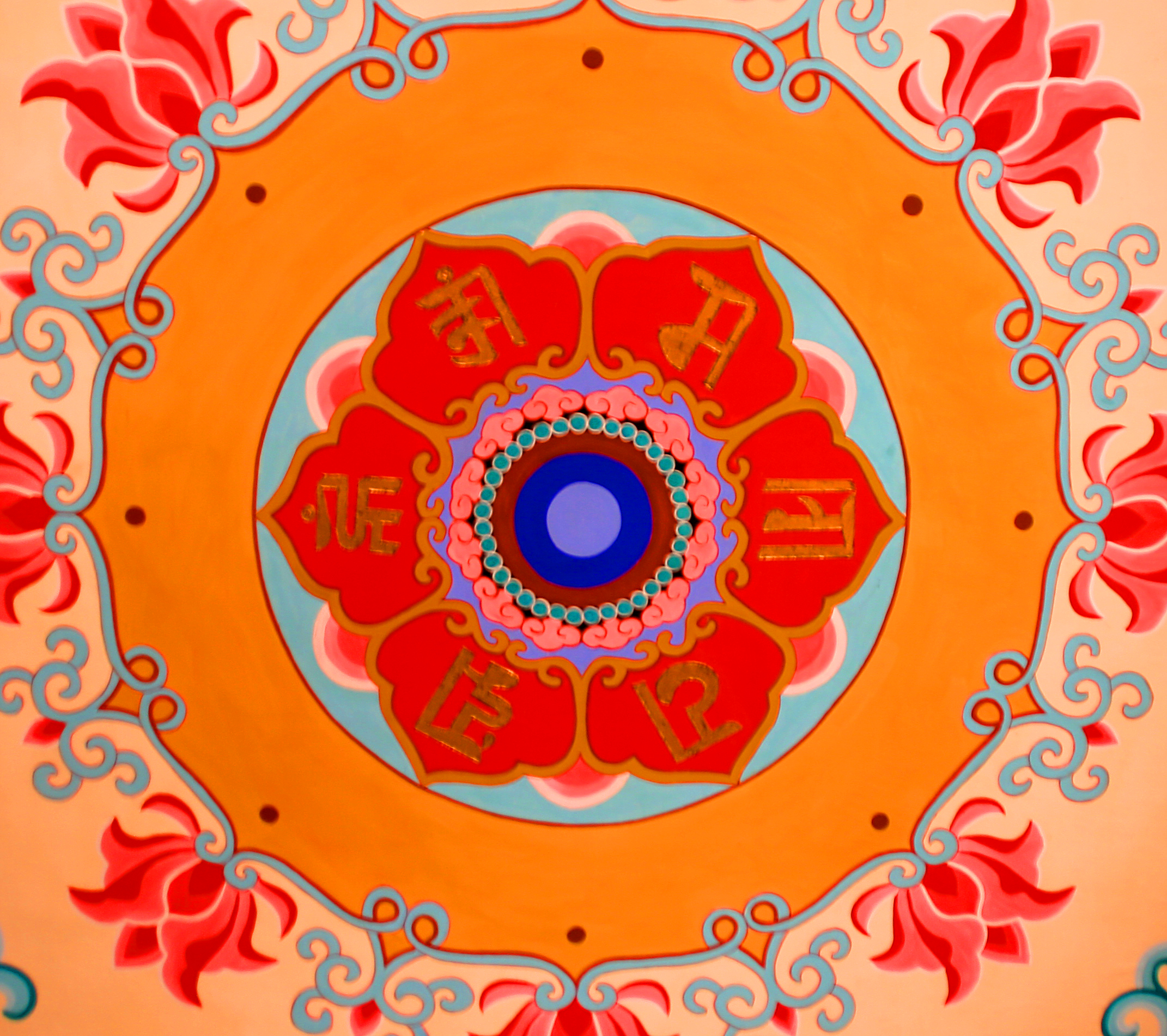
中華人民共和国天津市の仏教寺院の天井に書かれたランジャナー文字の真言

| a अ | aḥ अः | ā आ | āḥ आः | i इ | ī ई  | u उ | ū ऊ  | ṛ ऋ   | ṝ ॠ   |       |
| ḷ ऌ | ḹ ॡ  | e ए | ai ऐ | o ओ | au औ | å अँ | aṃ अं | ay अय् | āy आय् | ey एय् |

### 子音
| k क | kh ख | g ग | gh घ | ṅ ङ |
| c च | ch छ | j ज | jh झ | ñ ञ |
| ṭ ट | ṭh ठ | ḍ ड | ḍh ढ | ṇ ण |
| t त | th थ | d द | dh ध | n न |
| p प | ph फ | b ब | bh भ | m म |
| y य | r र  | l ल | v व  |     |
| ś श | ṣ ष  | s स | h ह  |     |

| kṣ क्ष | tr त्र | jñ ज्ञ |

### 記号

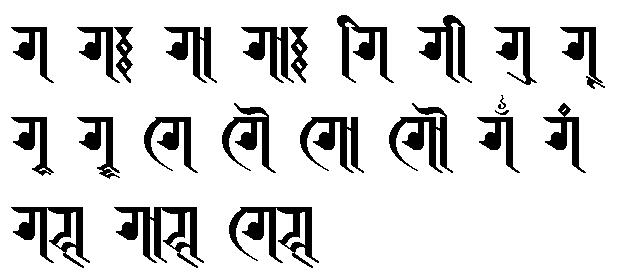
ग
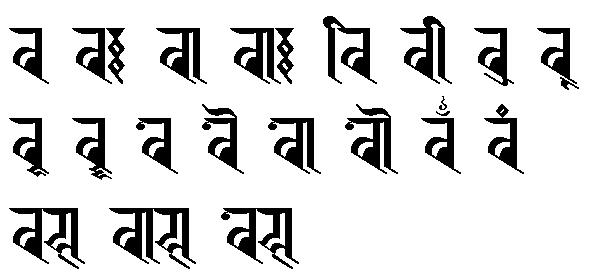
ब
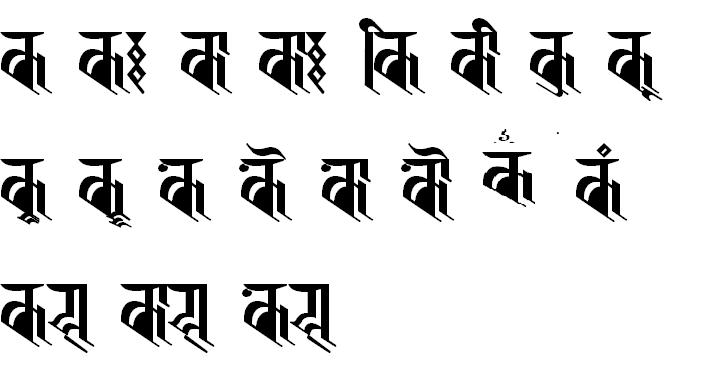
क

ランジャナーの母音記号のつけ方には以上の3種類がある。
- ख, ञ,ठ,ण,थ,ध,श は ग の規則に従う
- घ,ङ,च,छ,झ,ट,ड,ढ,त,द,न,न्ह,प,फ,ब,भ,म,य,र,ह्र,ल,ल्ह,व,व्ह,ष,स,ह,त्र は ब の規則に従う
- ज,म्ह,ह्य,क्ष, ज्ञ は क の規則に従う

### 数字
| 0 ० | 1 १ | 2 २ | 3 ३ | 4 ४ | 5 ५ | 6 ६ | 7 ७ | 8 ८ | 9 ९ |

## 使用

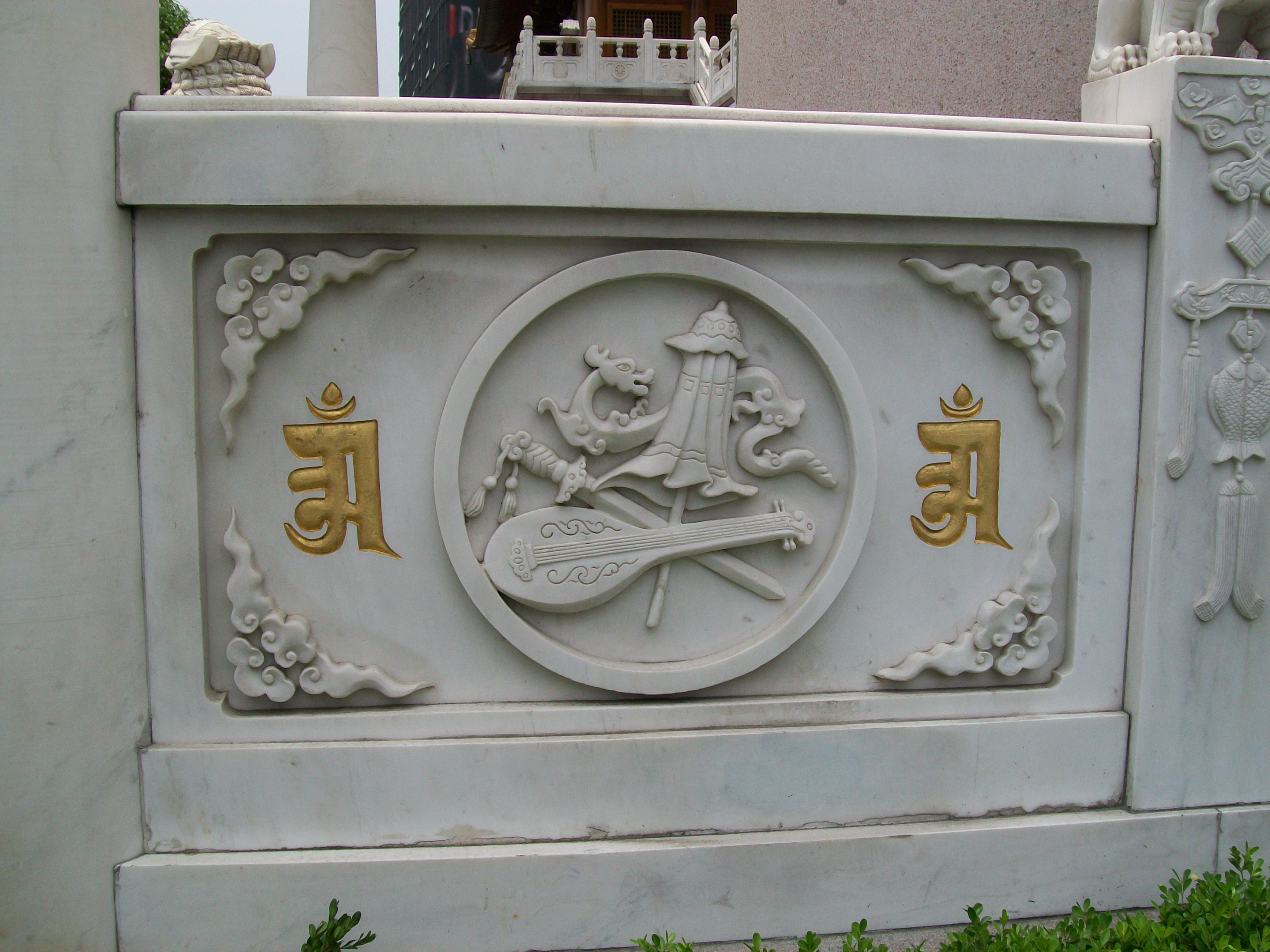
四天王の三昧耶形を囲むランジャナー文字のオーム。上海市静安寺

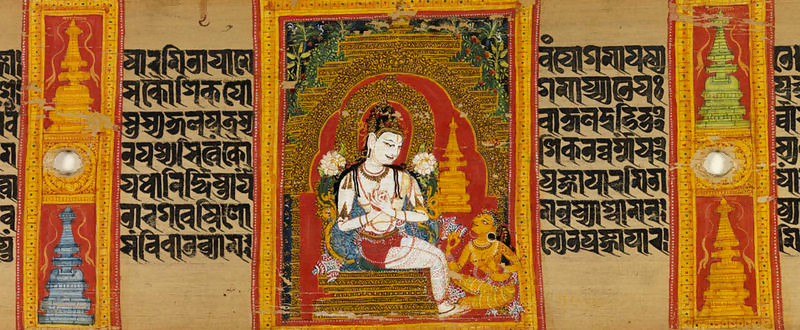
ランジャナー文字で書かれたサンスクリットの八千頌般若経写本。12世紀インド

ランジャナー文字は現代のネパールでは主にネワール語の表記に用いられるが、サンスクリットを書くのにも用いられる。大乗仏教と密教では伝統的に、さまざまな真言を書くのに用いられることで知られる。観音菩薩の真言である六字真言、多羅菩薩の真言である「oṃ tāre tuttāre ture svāhā」、文殊菩薩の真言である「oṃ a ra pa ca na dhīḥ」など。ヒンドゥー教の碑文に用いられることもある。
中国の仏教や、その他の東アジアの仏教では、真言や陀羅尼を記すためのサンスクリットの文字はランジャナー文字ではなく、唐代の中国で普及した、より早い時代の悉曇文字が使われることが多い。しかし、後に中国でチベット仏教の影響が強まると、それにともなってランジャナー文字も普及した。このため、東アジア各地にランジャナー文字が存在するものの、悉曇ほど一般的ではない。
北朝鮮の開城市にある1346年の梵鐘にはランジャナー文字で仏頂尊勝陀羅尼経が書かれている。これはランジャナー文字が使用された最東端の例である。

## ランツァ文字
ランジャナー文字は、チベットに伝わってランツァ (チベット文字：ལཉྫ་、拡張ワイリー方式: lany+dza) の名で呼ばれた。ランツァはサンスクリットのランジャ (Rañja) に直接由来する。ランツァ文字はネパールの標準的なランジャナー文字と多少異なっている。チベットでは、ランツァ文字はサンスクリットの文章を記すのに用いられた。文殊所説最勝妙義経、金剛般若経、八千頌般若経などをこの文字で書いた例が見られる。ランツァ文字はまた、翻訳名義大集のようなサンスクリットとチベット語の辞典の写本・版本にも用いられる。
しかし、今日においてもっとも頻繁に用いられるのは、チベット語文献の表題であり、サンスクリットによる題をランツァ文字で記し、その後ろにチベット文字による翻字とチベット語訳を記す。そのほか、寺院の壁、マニ車、曼荼羅の描画などにおいて装飾的に用いられる。

## モノグラム
クタークシャル (Kuṭākṣar) と呼ばれる、ランジャナー文字のモノグラムがある。ランジャナー文字は、ネパール系諸文字のうち、モノグラムとして書くことのできる唯一の文字である。

## 20世紀以降
ランジャナー文字はネパールでは20世紀なかばに使用されなくなったが、近年になって使用が劇的に増加した。カトマンズ市、ラリトプル市、バクタプル市、キルティプル市、バネーパー市などの地方政府によって、標識や便箋などに使用されている。カトマンズ盆地では、ネワール語を保存するためにランジャナー文字を促進し、研修するためのクラスが定期的に開かれている。ランジャナー文字はネパール・バサ運動に承認され、新聞やウェブサイトのタイトルに使用されている。
ネパール・ドイツ合同プロジェクトがランジャナー文字で書かれた写本を保存するための努力を行っている。
ランジャナー文字のためのUnicodeブロックはマイケル・エバーソンによって提案された。

## ギャラリー

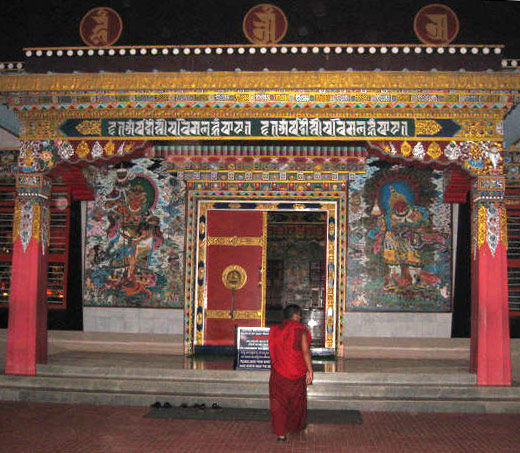
チベット仏教ニンマ派の寺院。ランツァ文字を装飾的に用いる
ランツァ文字とチベット文字で書かれたパドマサンバヴァの真言
ランツァ文字とチベット文字で書かれた多羅菩薩の真言
時輪タントラの十字真言をモノグラムとして表したもの
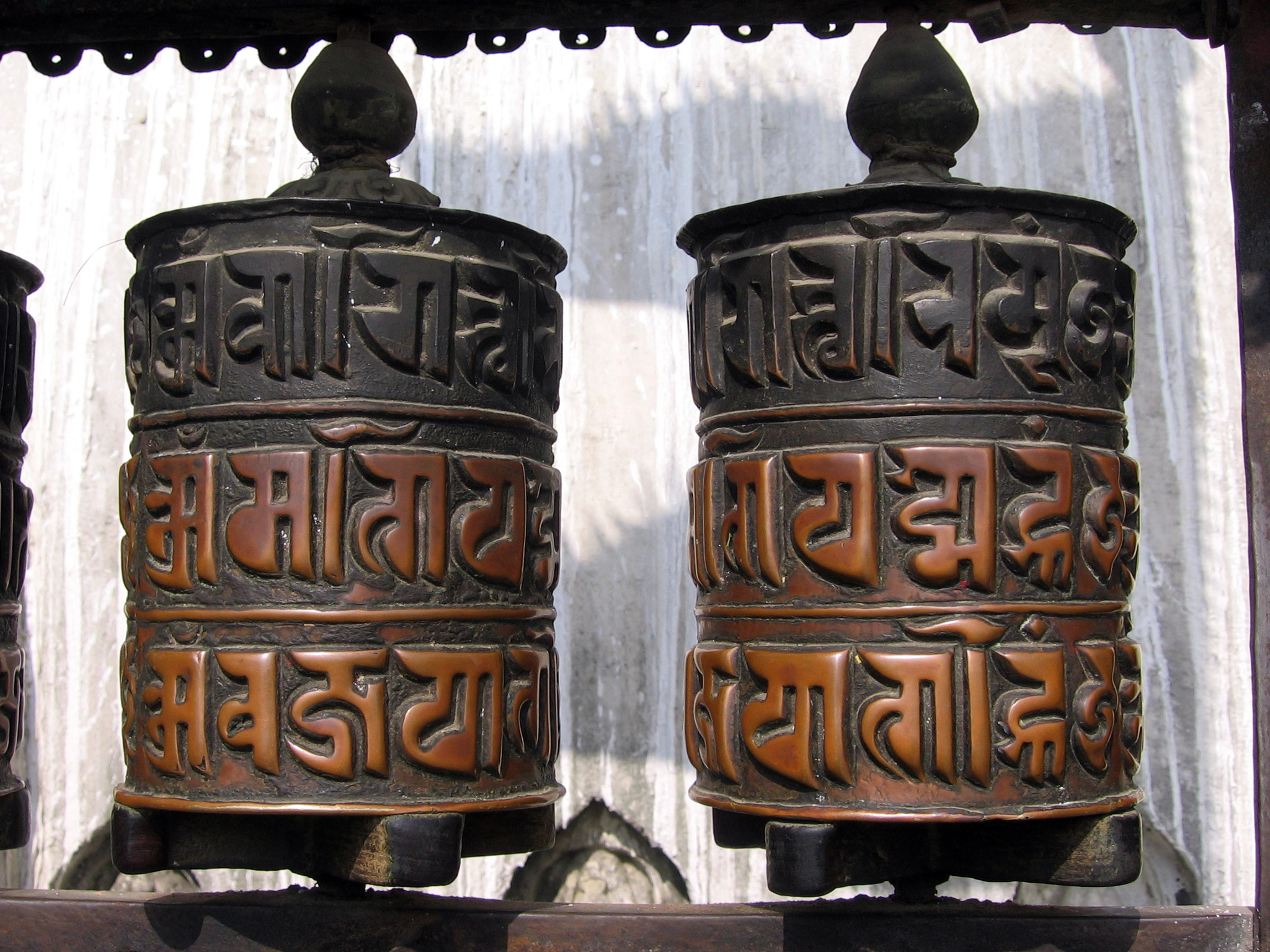
スワヤンブー寺のマニ車
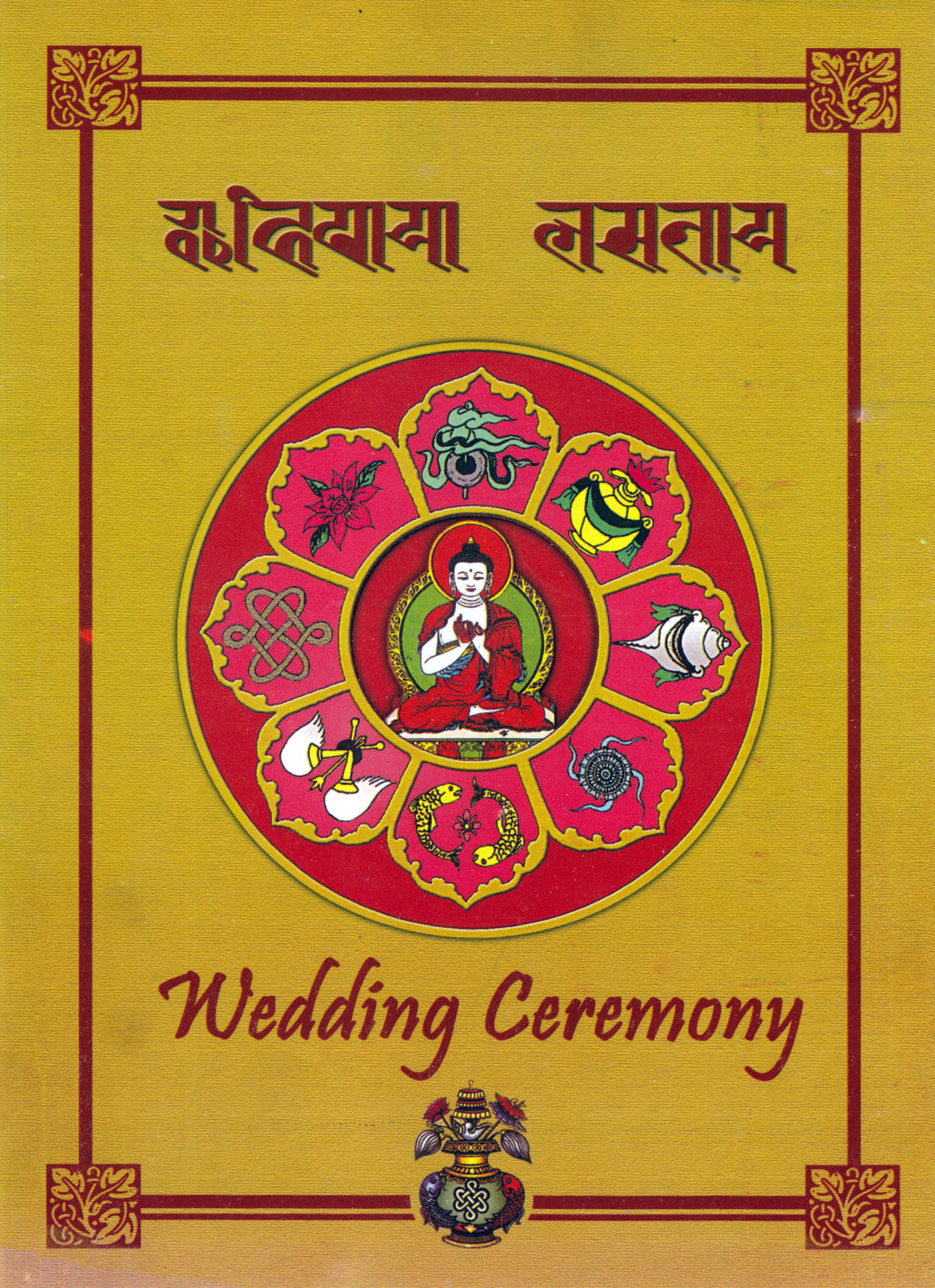
招待状
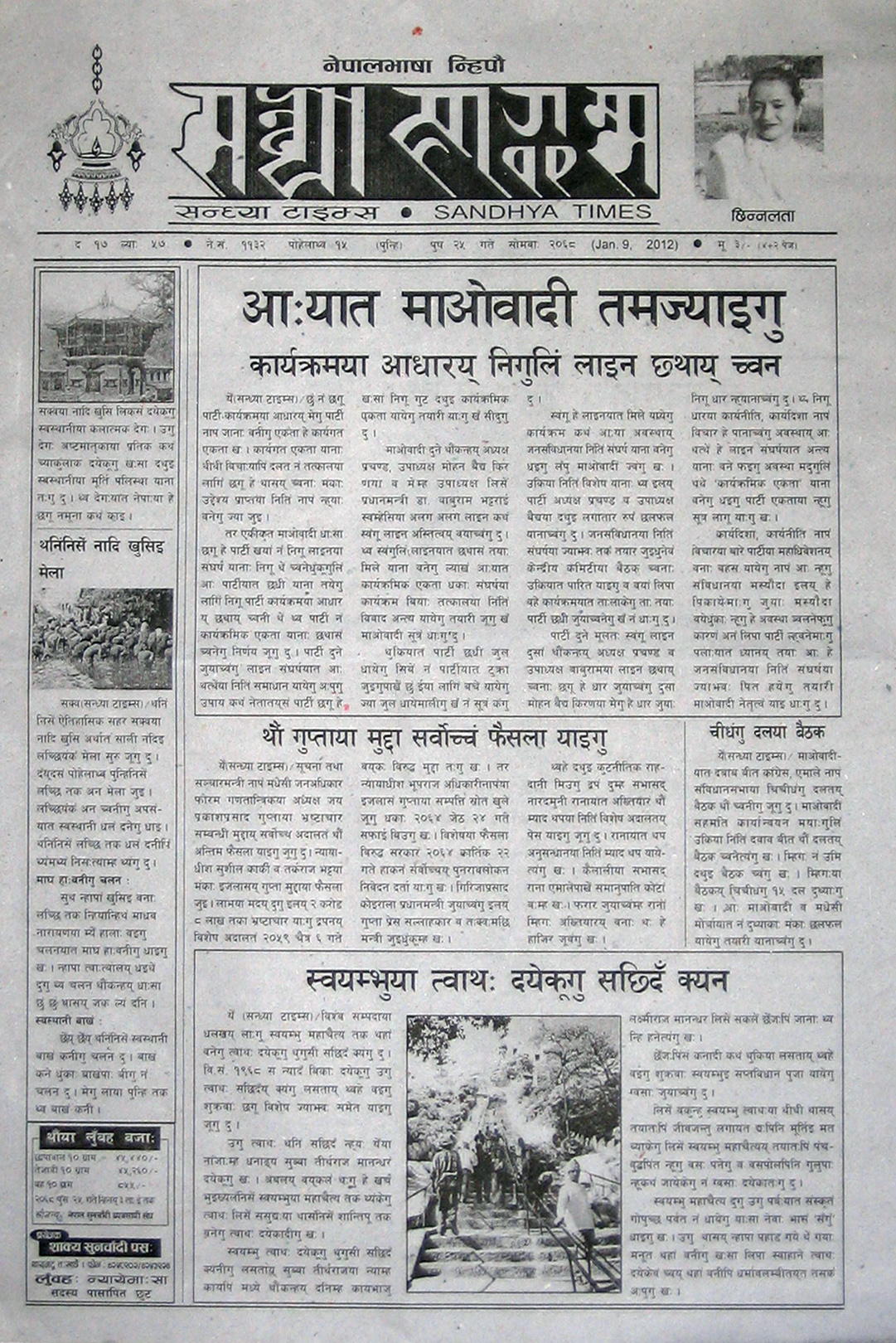
新聞 Sandhya Times